# Il fascismo immenso e rosso
Il fascismo immenso e rosso è un'opera del giornalista e scrittore Giano Accame, pubblicata nel 1990 per le edizioni Settimo Sigillo. Ricavato da un'espressione di Robert Brasillach, il titolo mette in luce il fulcro della riflessione dell'autore sul fascismo e sulle correlazioni tra questo fenomeno politico e la sua apparente - a detta di Accame - antitesi, il comunismo.